# Lumbrinerides acuta
Lumbrinerides acuta är en ringmaskart som först beskrevs av Addison Emery Verrill 1875.  Lumbrinerides acuta ingår i släktet Lumbrinerides och familjen Lumbrineridae. Inga underarter finns listade i Catalogue of Life.